# Луча Либре

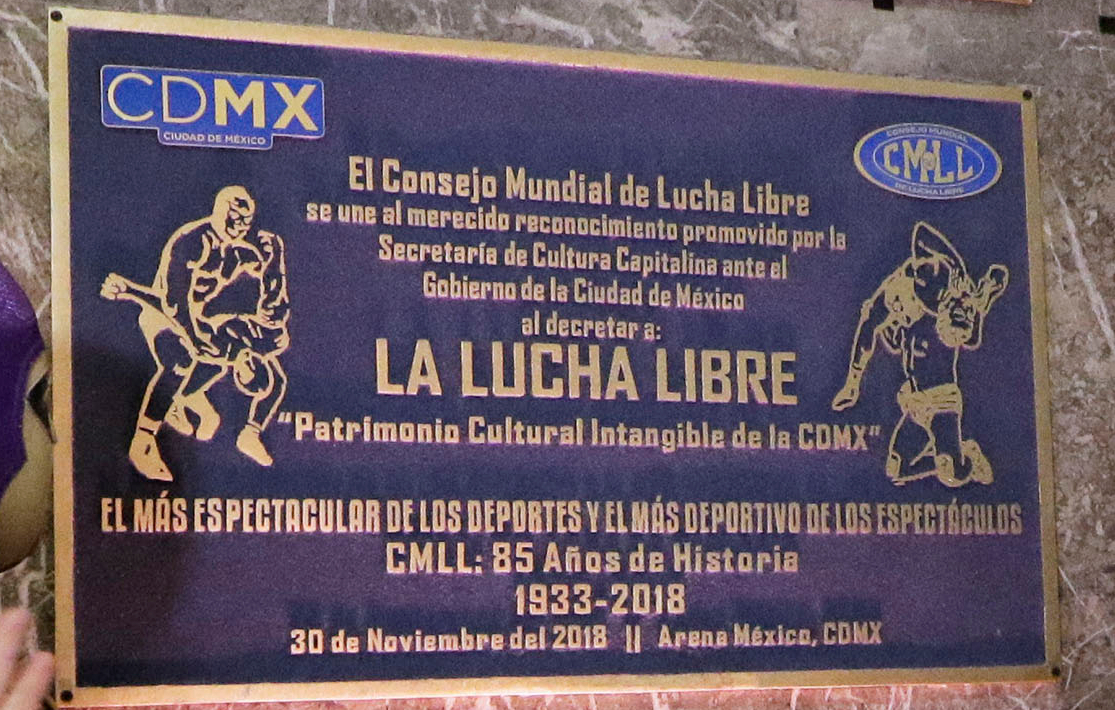
Мемориальная доска в честь луча либре как нематериального культурного наследия в Мехико

Лу́ча ли́бре (исп. lucha libre, букв. пер. «вольная борьба») — термин, используемый в Мексике для обозначения рестлинга. С момента своего появления в Мексике в начале XX века он превратился в уникальную форму жанра, характеризующуюся красочными масками, быстрыми последовательностями приемов и маневров, а также воздушными атаками (то есть приёмами в прыжке), некоторые из которых были приняты в США, Японии и других странах. Ношение масок приобрело особое значение, и иногда проводятся матчи, в которых проигравший должен навсегда снять маску, что является пари с большим весом. В луча либре особенно распространена командная борьба, особенно матчи с участием команд из трех человек, называемых «трио».
Хотя сегодня этот термин относится исключительно к реслингу, изначально он использовался в том же стиле, что и термин «вольная борьба», обозначающий любительский стиль борьбы без ограничений греко-римской борьбы.
Борцы луча либре называются «лучадорами» (ед. ч. luchador, мн. ч. luchadores). Обычно они происходят из семей рестлеров, которые создают свои собственные группировки. Одной из таких линий, интегрированных на сцену рестлинга США, является семья Герреро.
21 июля 2018 года луча либре была объявлена нематериальным культурным наследием Мехико.

## Специфика

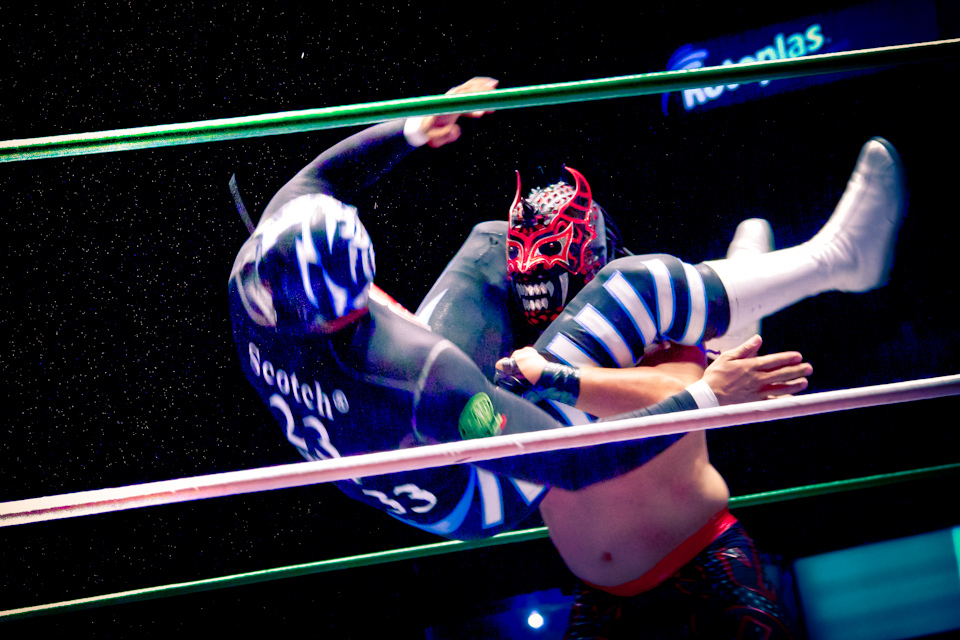
Драматический момент: Картинный злодей пытается «добить» героя.

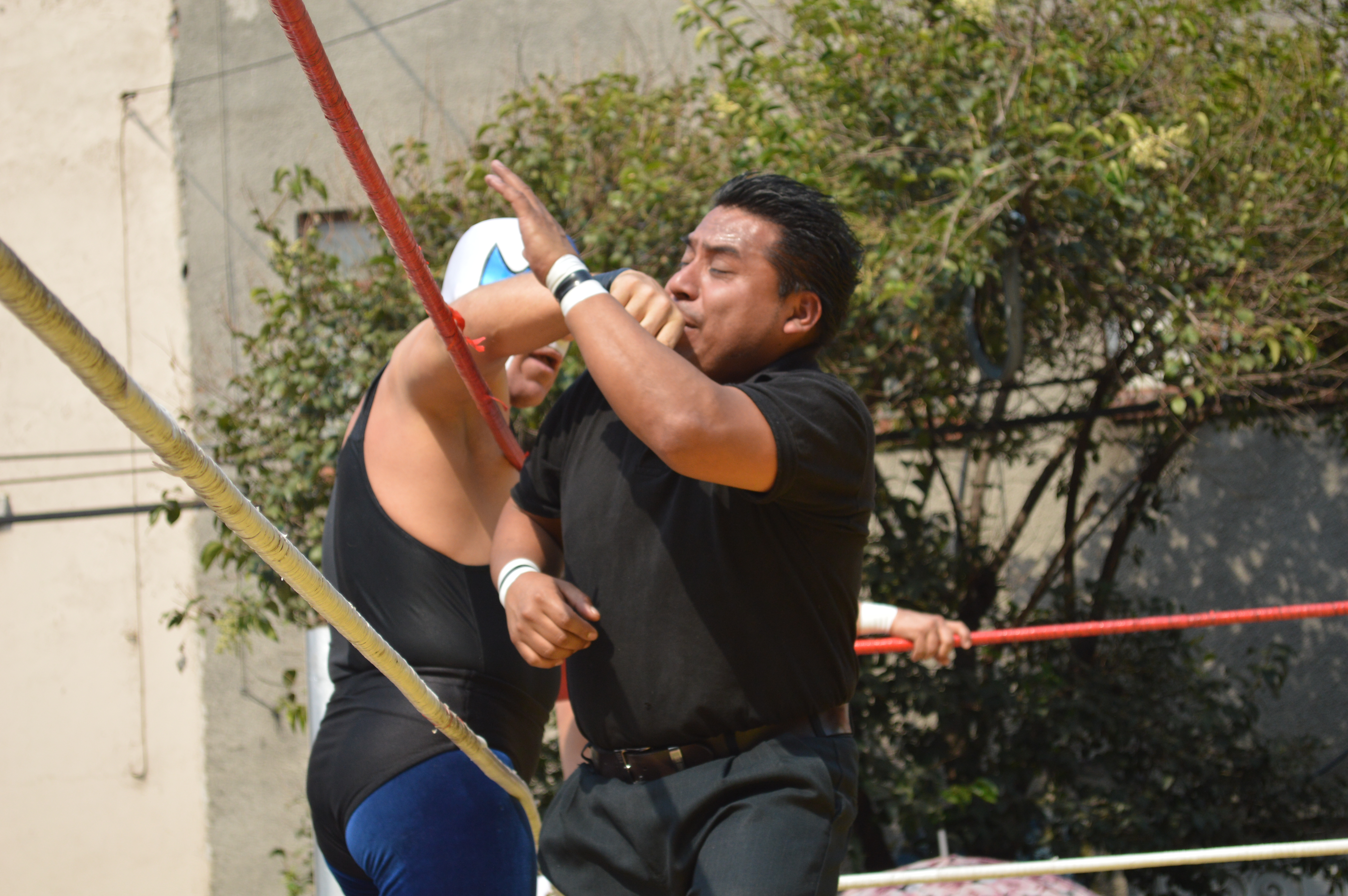
Рефери являются активными участниками матчей, подвергаясь «атакам» злодеев.

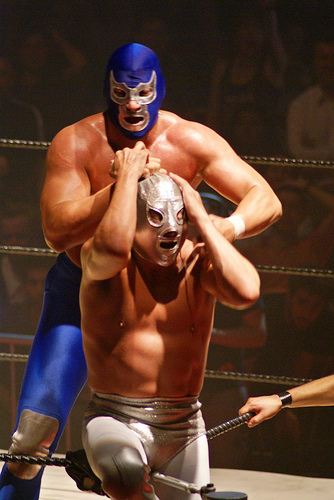
Двое потомственных лучадоров: Голубой Демон-младший пытается сорвать маску с Сына Эль-Санто.

Либре — не просто местная разновидность реслинга, а элемент мексиканской национальной культуры. Если в европейских разновидностях борьбы существует только борец в красном трико и борец в синем трико, и никакой философской подоплёки и глубинной эмоциональной нагрузки в их поединке нет, право ношения красного трико за более титулованным спортсменом с более высокой позицией в международном рейтинге и не более того, то в мексиканской луча либре обязательно присутствуют мотивы вековечной борьбы добра со злом, один из лучадоров (в былые времена, как правило, всю свою карьеру, а то и всю жизнь), выступает в образе защитника добра, в то время как его соперник выступает в роли злодея, который по легенде соревнований сотворил некое злодеяние и должен быть побеждён, чтобы восторжествовала справедливость. Таким образом, у любого противостояния существует подоплёка и обширная предыстория, формирующие интригу любого поединка. В этой связи, в луча либре много игры «на публику», громогласных реплик, обращённых будто бы к сопернику, но на самом деле — к аудитории, и каждый лучадор совмещает в себе навыки борца с навыками театрального мастерства. На сленге луча либре «хороших парней» называют «тэ́книко» (ед. ч. técnico, мн. ч. técnicos), злодеев соответственно зовут «ру́до», (ед. ч. rudo, мн. ч. rudos).
«Злодею» дозволено прибегать к разного рода уловкам и «грязным» приёмам, его технический арсенал не ограничен (по определению, поскольку он заведомо «злодей»), в то время как «герою» предстоит бороться честно и с достоинством. Если «злодея» не удалось победить с первого раза — тем лучше, это означает что будут вторая и третья схватка, чтобы восстановить справедливость. Это значительно отличает луча либре от американского реслинга, где оба соперника могут выступать в роли антигероев, подонков общества, и не соблюдать по отношению друг к другу какого-либо особого кодекса чести. Ввиду нравственной составляющей, матчи луча либре не предъявляют возрастных ограничений к зрительской аудитории.

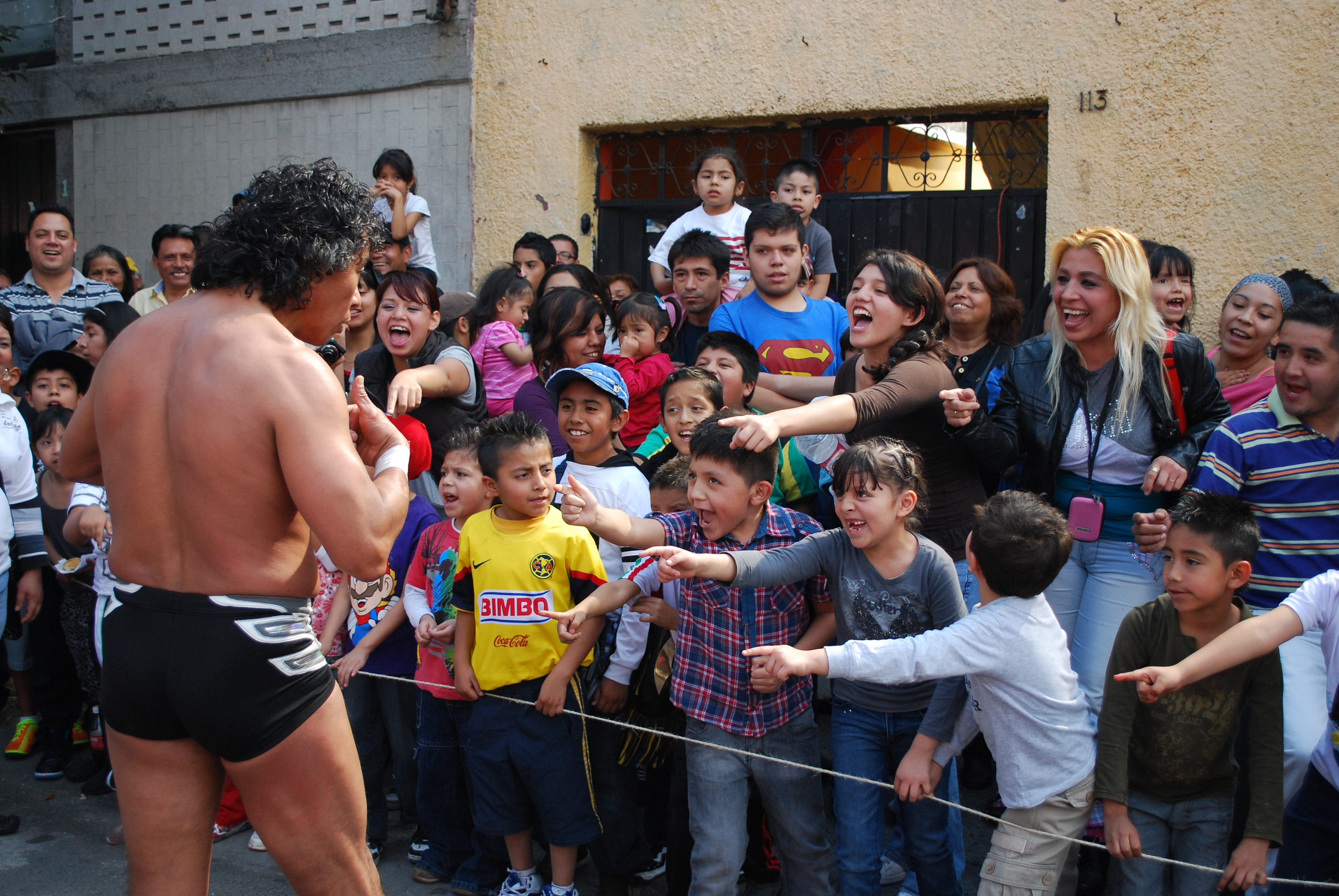
Важным аспектом луча либре является взаимодействие со зрительской аудиторией для ощущения зрителями, особенно из числа детей, своей сопричастности с происходящим. Зрители кричат: «Обернись! У тебя за спиной!», пытаясь предупредить героя о том, что сзади к нему подкрадывается злодей

Иногда в жизни лучадора может быть несколько стадий карьеры, когда он сначала играет подлеца, а затем переходит на сторону добра, или наоборот, героя впавшего в анафему. Особенно это стало актуально на современном этапе, когда амплуа лучадора зависит от решения регулирующей организации (лиги), под началом которой он выступает, поскольку в США, где выступает немало лучадоров, такие моральные аспекты мало кого интересуют и распределение ролей зависит от решения крупных игроков шоу-бизнеса.

## Маски
Поскольку на заре своего становления, луча либре, как и борьба повсеместно в католических странах, считалась чрезвычайно греховной деятельностью, борцов могли отлучить от церкви, запретить входить в храм или отказаться причащать, — в связи с этим, практически все лучадоры стали носить маски. Но если в других странах, по мере смягчения церковных законов, эта традиция постепенно отмерла, то в Мексике она сохранилась до наших дней.
Маски лучадоров отличаются от любых других борцовских масок, особенно от монотонных европейских (представлявших собой либо повязки на глаза, либо карнавальные маски с кружевами, тоже на глаза, как правило чёрного или красного цвета), своими размерами и расцветкой. Лучадорская маска является не лицевой маской, а головным убором, больше похожа на балаклаву или подшлемник и представляет собой тканевый или кожаный облегающий головной убор на всю голову до шеи, нередко раскрашенный в причудливые цвета и не повторяющийся у каждого лучадора. У некоторых лучадоров, выступающих в амплуа «поборников добра», на маске изображены фигуры в форме христианского креста (как у Рея Мистерио) и тому подобных символов, у «злодеев» соответственно из маски могут торчать небольшие рожки.

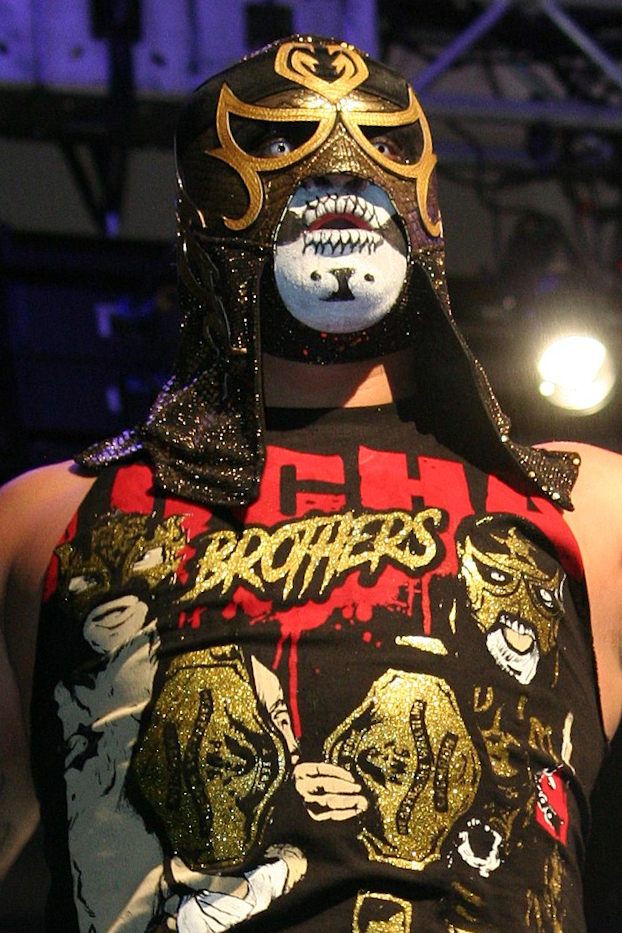
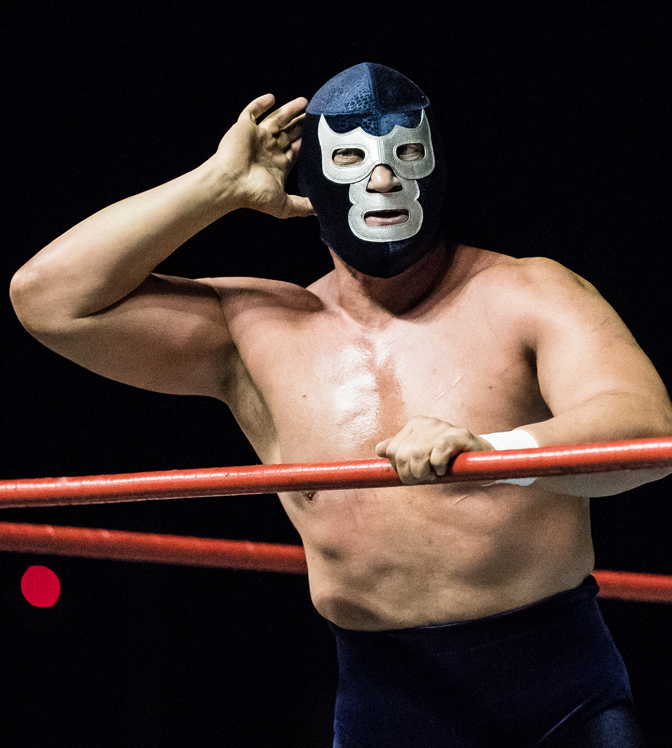
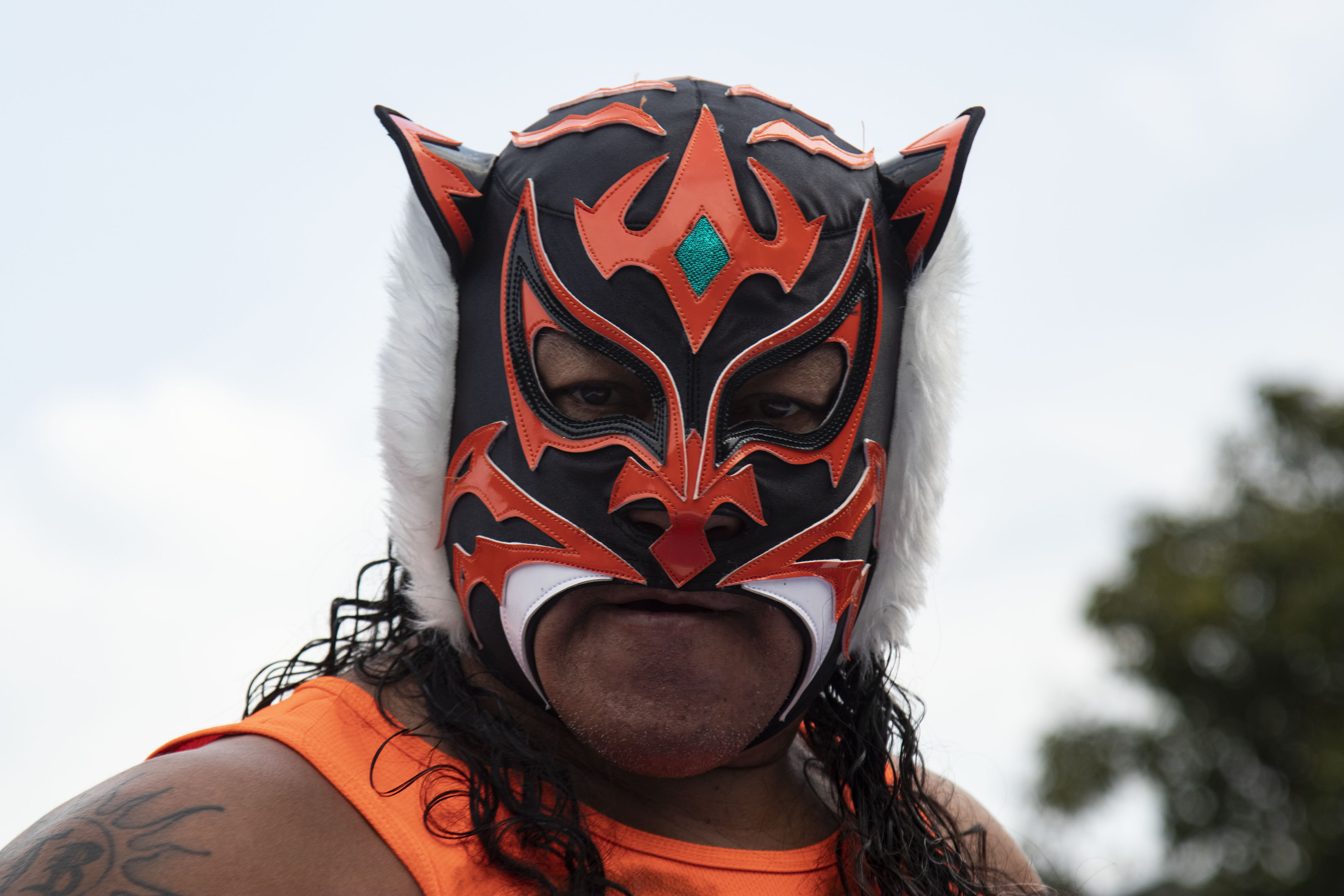
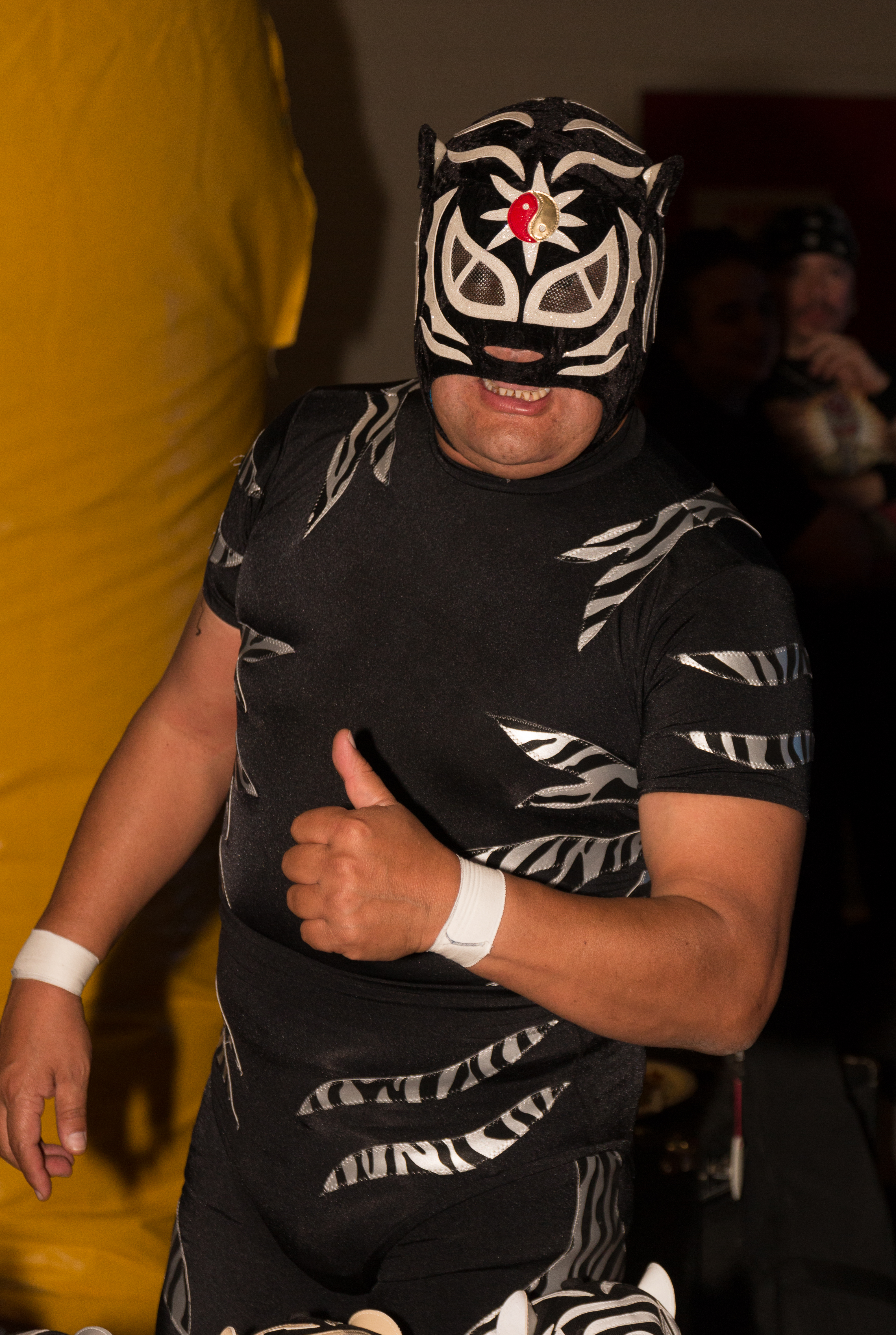
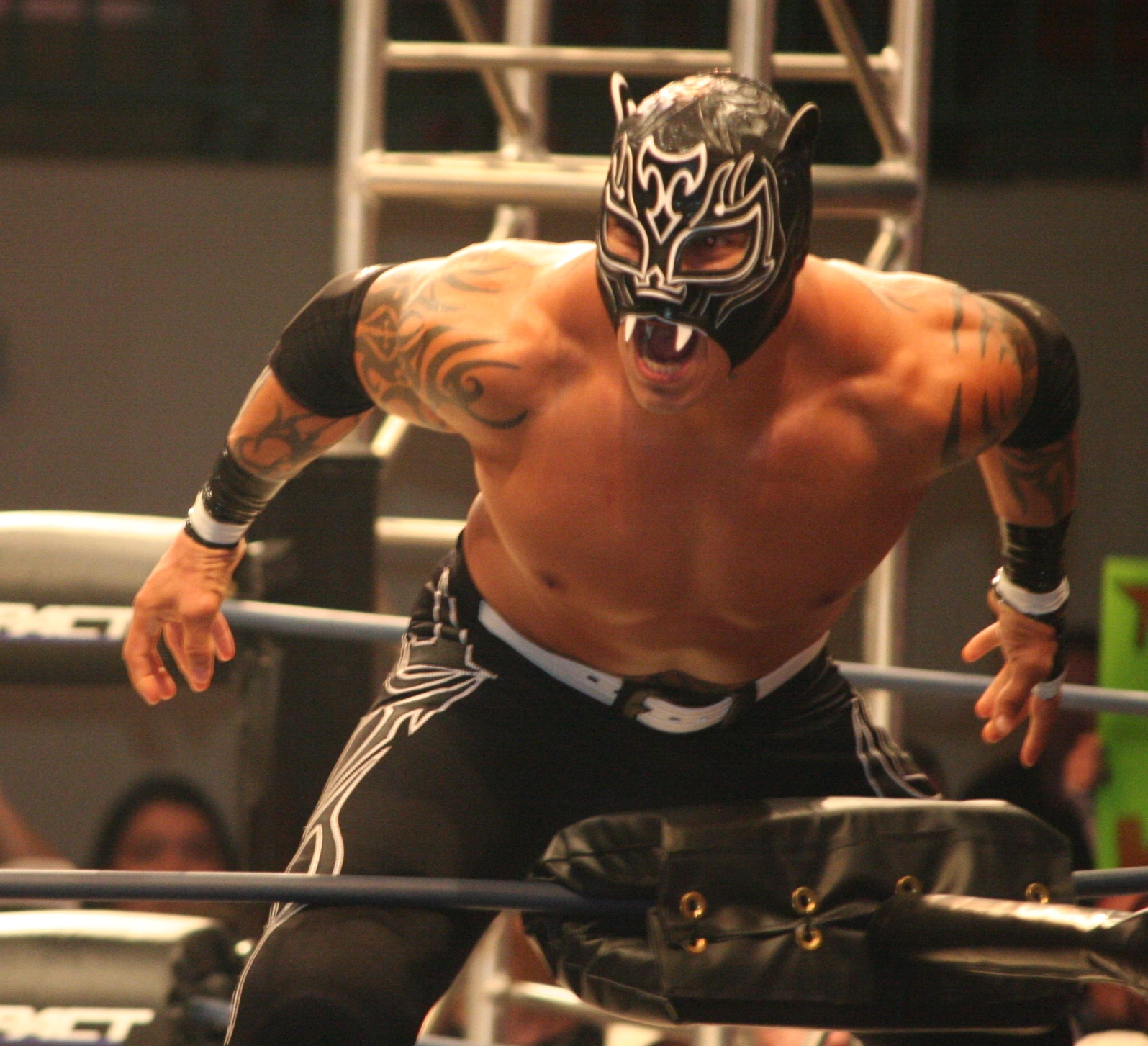
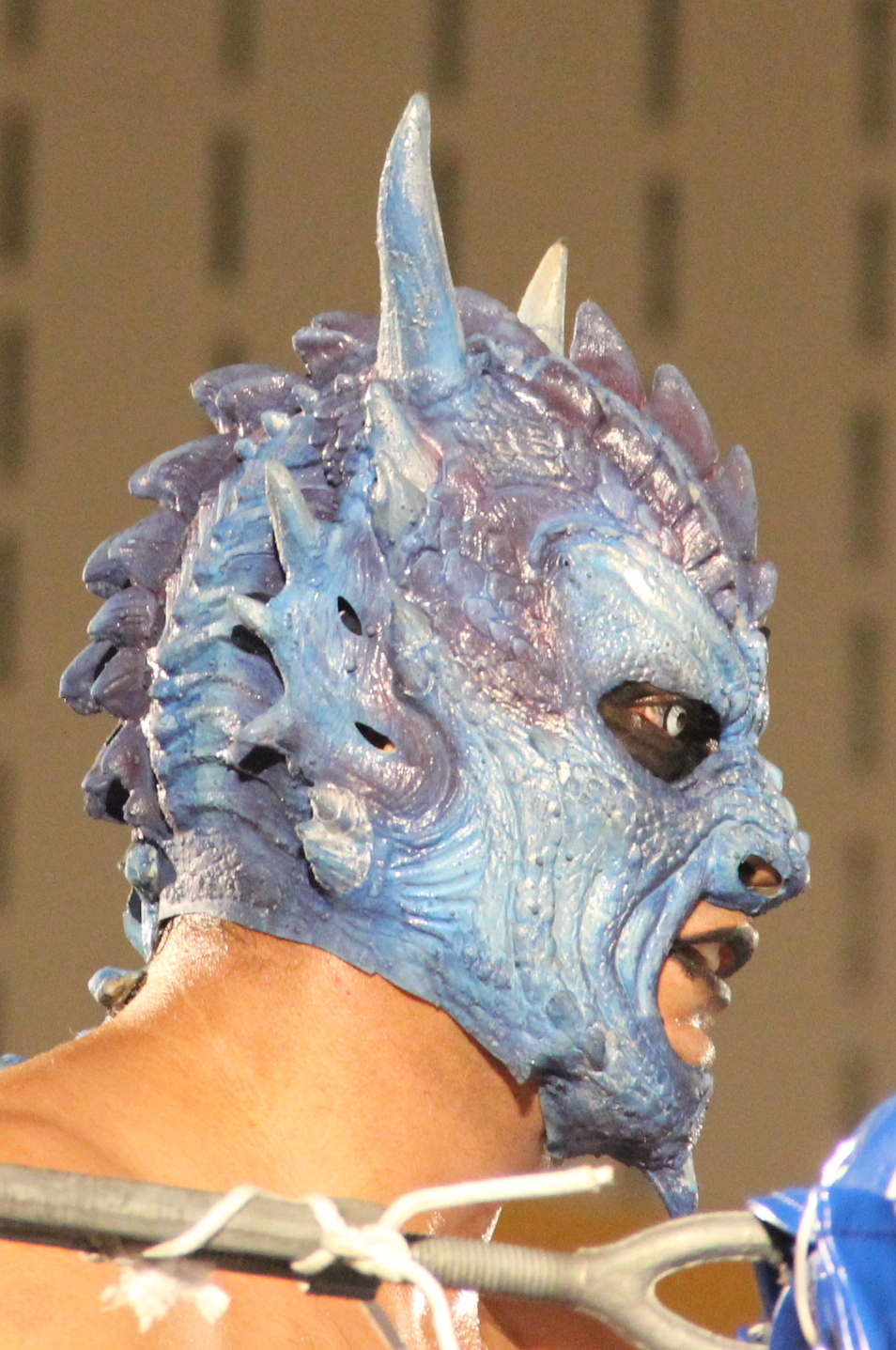
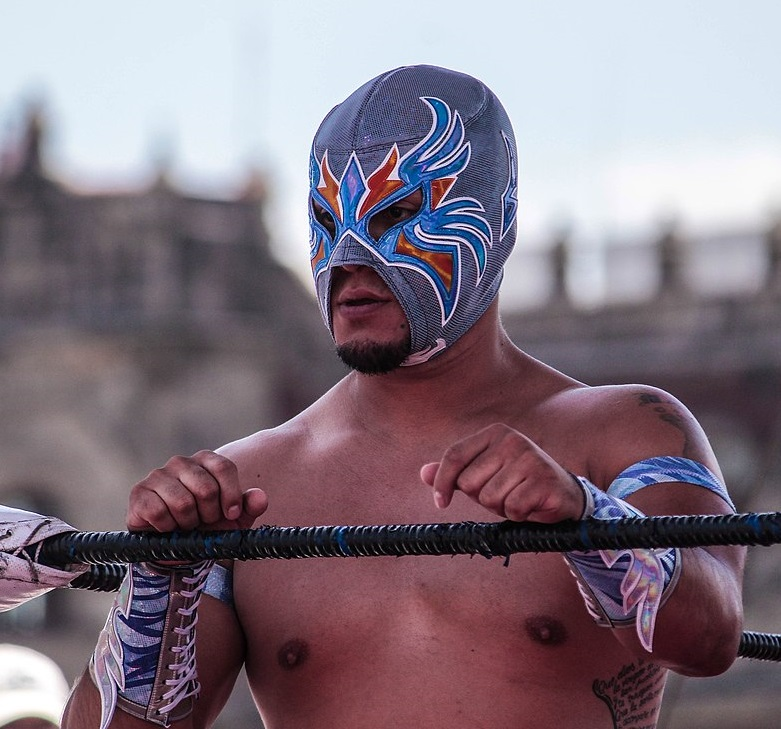
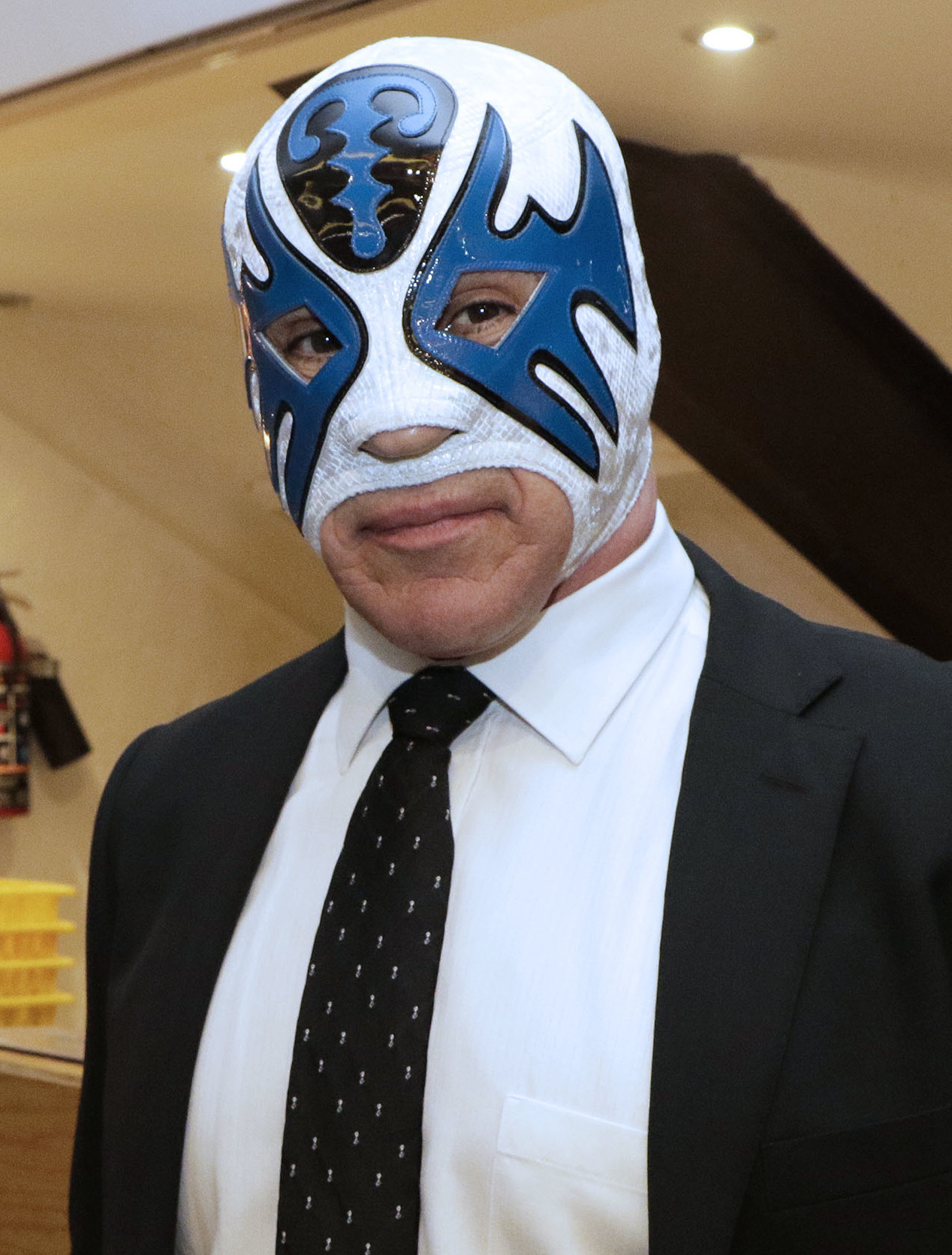
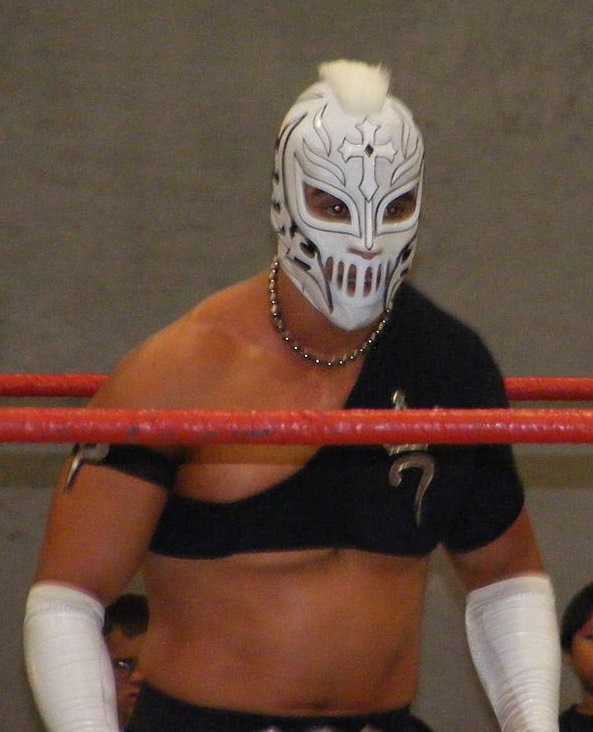
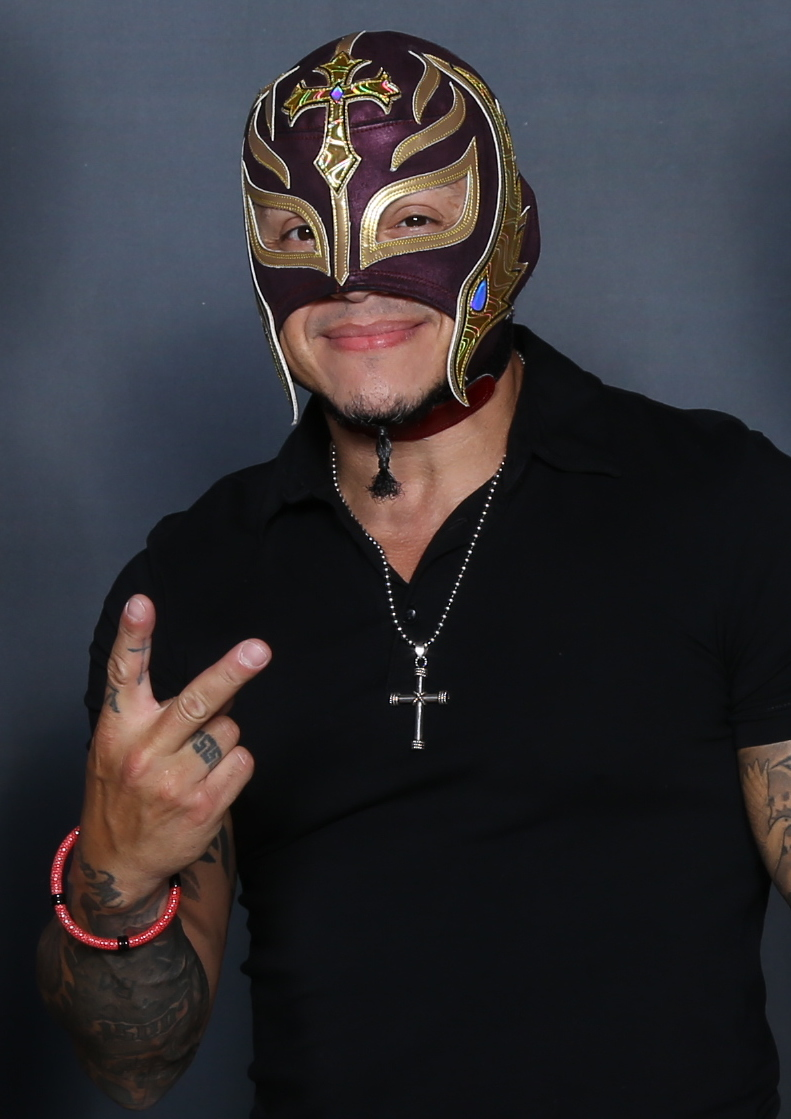

## Династии

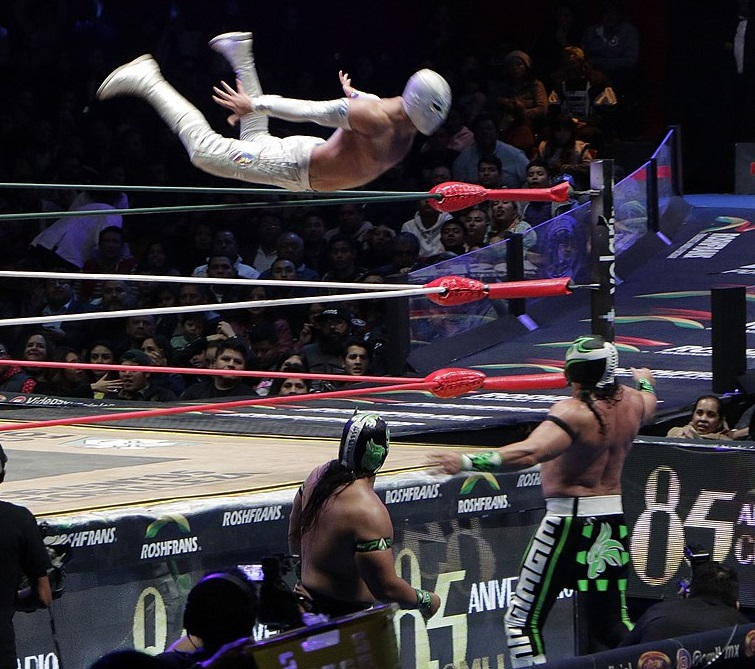
Воздушная атака.

Часто луча либре — семейное занятие: члены борцовских династий формируют группировки, например «Лос Геррерос» (известный представитель — Эдди Герреро), участники которой выступали во многих крупнейших реслинг-компаниях по всему миру. Дети лучадоров, выступавших в образе защитников добра, наследуют от отцов образ героев, в то время как дети лучадоров, выступавших в образе злодеев, точно так же наследуют этот образ.

## Luchas de Apuestas
Поскольку в луча либре маскам придается большое значение, потеря маски соперником рассматривается как высшее оскорбление и иногда может серьезно повредить карьере рестлера, который лишился маски. Ставки маски в матче против ненавистного соперника — это традиция в луча либре, средство разрешения острой вражды между двумя или более рестлерами. В этих боях, называемых Luchas de Apuestas, рестлеры ставят на кон либо свою маску, либо свои волосы.

## Лучадоры за рубежом

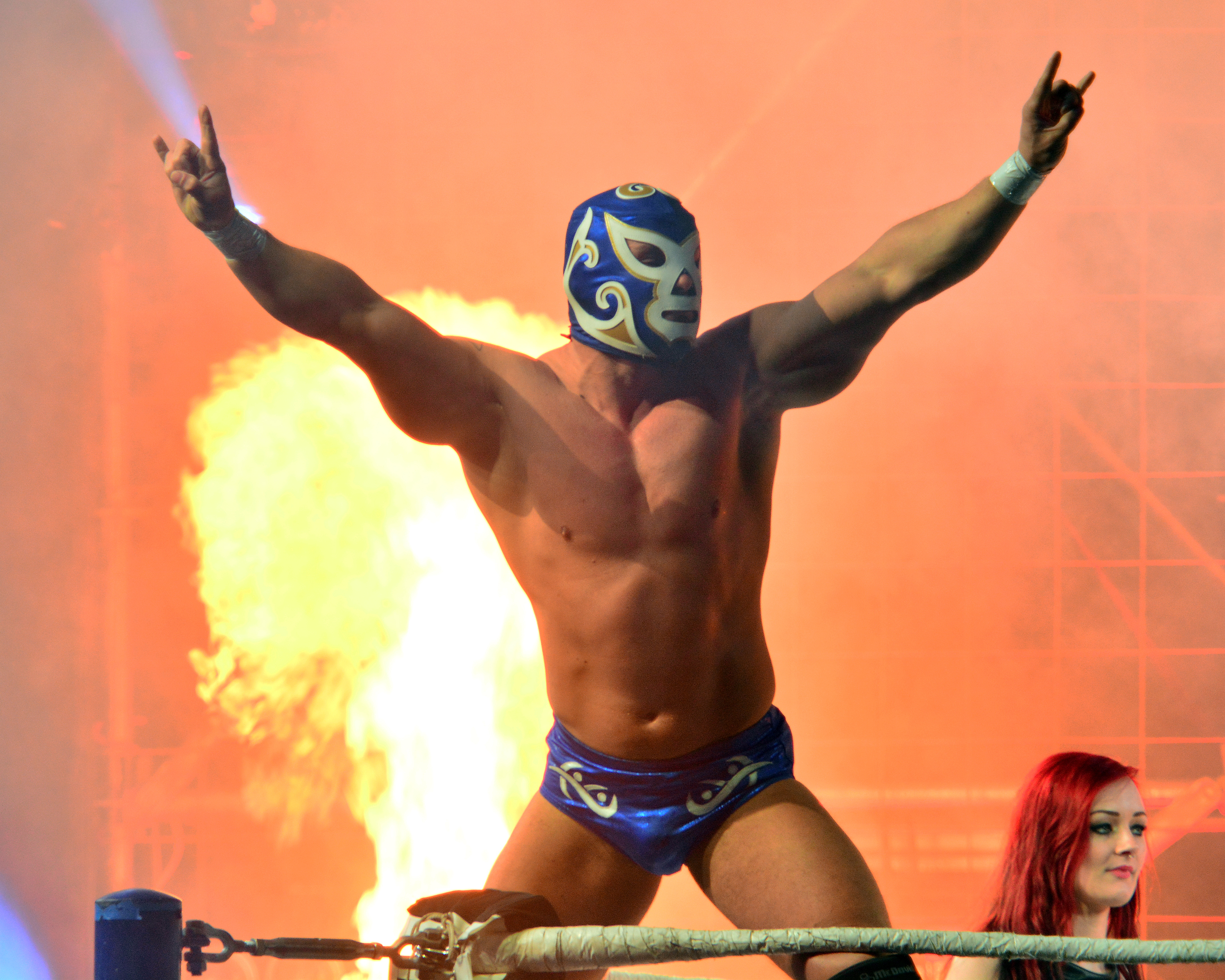
Маски лучадоров используются теперь повсеместно.

В последние годы в Соединённых Штатах добились успеха множество известных лучадоров: Эдди Герреро, Чаво Герреро, Рей Мистерио, Хувентуд Геррера,Ла Парка, Супер Крейзи, Альберто Дель Рио, Психоз и Син Кара.
Lucha Underground — американский рестлинг-промоушн производства United Artists Media Group, посвящённый луча либре. Еженедельные шоу транслировались на английском языке на канале El Rey Network и на испанском языке на канале UniMás. В них участвовали независимые американские реслеры и реслеры из Asistencia Asesoría y Administración (AAA), одной из крупнейших рестлинг-компаний Мексики. AAA также владеет долей в Lucha Underground. На данный момент снято три сезона Lucha Underground. 1 февраля 2017 года Lucha Underground подписали контракт с Netflix, где доступны первые два сезона.

Реслеры других стран стали копировать мексиканский стиль и тоже нередко выступают в масках.

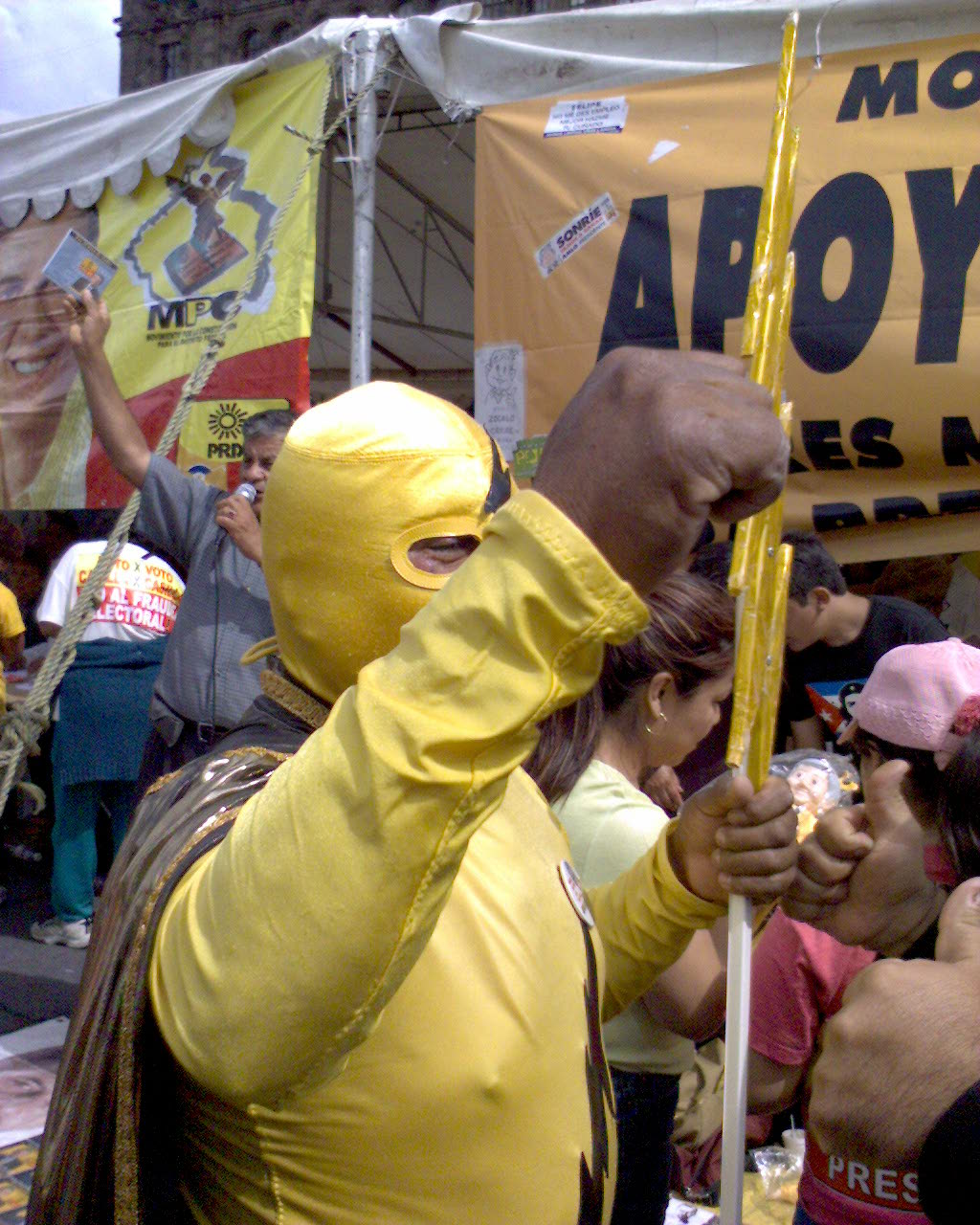
Образ лучадора, как защитника угнетённых, эксплуатируется во время разнообразных общественно-политических мероприятий.

### Изобразительное искусство

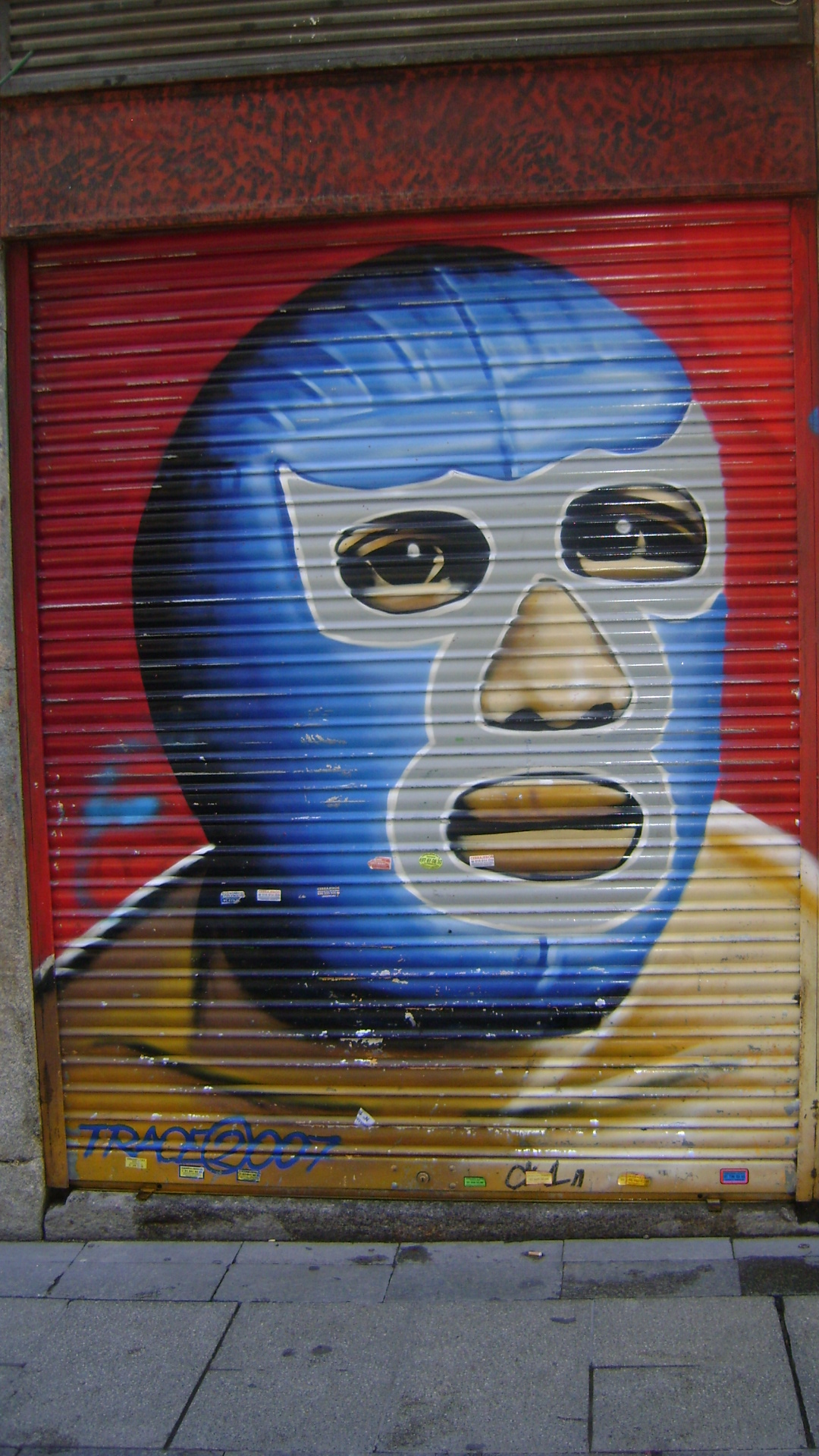
Портрет Голубого Демона в стиле граффити

## В искусстве

### Кинематограф
Фильм «Суперначо» и мультсериал ¡Mucha Lucha! посвящены именно этому явлению.
Благодаря Эль-Санто возник целый поджанр кино, с участием знаменитых лучадоров. В фильмах лучадоры выступают под своими борцовскими псевдонимами и играют самих себя.
В фильме Хелбой (2019) присутствует сцена поединка Хелбоя с лучадором Эстебаном Руизом (Esteban Ruiz) в бойцовском клубе Тихуаны.